# Rinorea pugionifera
Rinorea pugionifera là một loài thực vật có hoa trong họ Hoa tím. Loài này được (Oudem.) H. Perrier miêu tả khoa học đầu tiên năm 1949.